# Habenaria bantamensis
Habenaria bantamensis är en orkidéart som beskrevs av Johannes Jacobus Smith. Habenaria bantamensis ingår i släktet Habenaria och familjen orkidéer.
Artens utbredningsområde är Java. Inga underarter finns listade i Catalogue of Life.